# Direct Sequence Spread Spectrum
DSSS (Direct Sequence Spread Spectrum) - technika přímého rozprostřeného spektra. Je jednou z metod pro rozšíření spektra při bezdrátovém přenosu dat.
Pracuje tak, že každý jednotlivý bit určený k přenosu je nejprve nahrazen určitou početnější sekvencí bitů (tzv. chipů). Tyto sekvence mají nejčastěji pseudonáhodný charakter. Pro jejich vytváření se využívají například Goldovy či Barkerovy kódy. Skutečně přenášena (modulována na nosný signál) je pak tato sekvence bitů. Jde tedy vlastně o umělé zavedení nadbytečnosti (redundance). Signál je rozprostřen do větší části radiového spektra, je méně citlivý vůči rušení (což zvyšuje spolehlivost přenosu). Signál se ostatním uživatelům jeví jako náhodný šum, a bez znalosti mechanismu vytváření původní pseudonáhodné sekvence je pro ně obtížné zpět získat (demodulovat) přenášená data.
Jedná se o modulační techniku používanou například v bezdrátové technologii Wi-fi či v navigačním systému GPS.